# Juan Negrín
Juan Negrín López, född 3 februari 1892 i Las Palmas de Gran Canaria, död 12 november 1956 i Paris, Frankrike, var en spansk läkare och politiker. Under spanska inbördeskriget var han det republikanska Spaniens siste premiärminister 1937–39, och därefter premiärminister i den republikanska exilregeringen fram till 1945.

## Biografi
Negrín var läkare och forskare till yrket; efter studier i Kiel och Leipzig var han från 1922 professor i fysiologi vid Universidad Complutense i Madrid. Han lämnade gradvis forskarbanan från 1929, då han anslöt han sig till socialistpartiet PSOE, och 1931 blev han invald i Cortes Generales, det spanska parlamentet. Inom PSOE intog han en reformistisk, mittenorienterad hållning, i motsättning till den revolutionärt marxistiska falangen inom partiet under ledning av Francisco Largo Caballero.
Under spanska inbördeskrigets första fas utsågs Negrín i september 1936 till finansminister i en folkfrontsregering bestående av PSOE, kommunistpartiet PCE och centralorganisationen UGT, under ledning av Caballero. I denna befattning tog han bland annat beslutet att transportera stora delar av den spanska guldreserven till Sovjetunionen för att undvika att den föll i nationalisternas händer, något som senare kom att utnyttjas i den nationalistiska propagandan. I maj 1937 utsågs Negrín till premiärminister, och försökte i denna roll utstaka en kurs för fredsförhandlingar i inbördeskriget och progressiva sociala reformer. Hans målsättning var att hålla ner både general Francos upprorsmän, men även anarkistiska och syndikalistiska revolutionärer, i synnerhet inom CNT-FAI.
Som premiärminister förlitade sig Negrín på framtida militärt stöd från Storbritannien och Frankrike, som man hoppades skulle komma att överge sin icke-interventionistiska hållning i inbördeskriget inom ramarna för en stundande storkonflikt med Nazityskland och Italien. Förutsättningarna för detta försämrades emellertid drastiskt i samband med Münchenavtalets undertecknande 1938; i mars 1939 föll slutligen republiken, då nationalisterna intog Madrid.
Efter republikens fall gick Negrín i exil; först i Paris, och efter Frankrikes fall 1940 i London, där han fortsatte som premiärminister i den republikanska exilregeringen. Hans stöd var samtidigt närmast obefintligt, och han fick till stor del motta skulden för nederlaget i inbördeskriget. Inom de egna leden, samt av de anarkosyndikalistiska revolutionärerna, anklagades han för att ha varit alltför undfallande mot Sovjetunionen och det spanska kommunistpartiet. År 1945 tvingades han avgå som ledare för exilregeringen, och året därpå uteslöts han ur PSOE. Senare har bilden av Negrín delvis kommit att nyanseras, och 2008 rehabiliterades han postumt som medlem i PSOE.